# Live Magic
Live Magic je drugi koncertni album britanskog rock sastava Queen koji je sniman tijekom njihove zadnje stadionske megaturneje "The Magic Tour" Europom u ljeto 1986. godine. Album je sniman na tri najveća i najbolja koncerta turneje 11 i 12. lipnja 1986. na Wembley stadionu u Londonu UK, 27. lipnja 1986. na stadionu "Nep" u Budimpešti Mađarska i u Knebworth Parku Hertfordshire u Engleskoj, što je ujedno bio i posljednji koncert sastava Queen koji tu činjenicu u to vrijeme nisu mogli znati.
 Album je zapravo editirana kolekcija koncertnih vrhunaca i u UK je objavljen 1. prosinca 1986. godine i unatoč velikim negativnim kritikama kojima se nije svidjelo što album nije u punom smislu pravi "klasični" koncertni album i izostanku singla s njega, dospio je do broja 3 na top listi albuma zahvaljujući ogromnoj popularnosti koju je sastav uživao u to vrijeme. Dopunjene verzije nekih pjesama s albuma su objavljene na CD izdanju, ali dvostruki album Live at Wembley '86 koji je objavljen 1992. godine je napokon pružio istinski užitak kompletnog rock koncerta s ove grandiozne turneje. Za američko tržište album Live Magic je objavljen tek u kolovozu 1996. godine.
Nakon objavljivanja prvog izvornog izdanja albuma 1987. godine je objavljen video zapis danas legendarnog koncerta s "Nep" stadiona u Budimpešti koji je ostao zapamćen kao prvi stadionski koncert zapadnog rock sastava u bivšem istočnom bloku, koji je još uvijek dostupan samo na VHS-u.

## Popis pjesama
1. "One Vision" (Queen) - 5:09
2. "Tie Your Mother Down" (May) - 2:59
3. "Seven Seas of Rhye" (Mercury) - 1:21
4. "A Kind of Magic" (Taylor) - 5:29
5. "Under Pressure" (Queen - Bowie) - 3:49
6. "Another One Bites the Dust" (Deacon) - 5:50
7. "I Want to Break Free" (Deacon) - 2:40
8. "Is This the World We Created?" (Mercury - May) - 1:34
9. "Bohemian Rhapsody" (Mercury) - 4:42
10. "Hammer to Fall" (May) - 5:20
11. "Radio Ga Ga" (Taylor) - 4:27
12. "We Will Rock You" (May) - 1:33
13. "Friends Will Be Friends" (Mercury - Deacon) - 1:09
14. "We Are the Champions" (Mercury) - 2:01
15. "God Save the Queen" (Trad. arr. May) - 1:19

## Pjesme
1. One Vision (Mercury - May - Deacon - Taylor) - Objavljena 1986. godine na albumu A Kind of Magic.
2. Tie Your Mother Down (May) - Objavljena 1976. godine na albumu A Day at the Races.
3. Seven Seas of Rhye (Mercury) - Objavljena 1974. godine na albumu Queen II.
4. A Kind of Magic (Taylor) - Objavljena 1986. godine na albumu A Kind of Magic. Pjesma je u cijelosti objavljena samo na CD izdanju.
5. Under Pressure (Queen - Bowie) - Objavljena 1982. godine na albumu Hot Space.
6. Another One Bites the Dust (Deacon) - Objavljena 1980. godine na albumu The Game. Pjesma je u cijelosti objavljena samo na CD izdanju.
7. I Want to Break Free (Deacon) - Objavljena 1984. godine na albumu The Works.
8. Is This the World We Created? (Mercury - May) - Objavljena 1984. godine na albumu The Works.
9. Bohemian Rhapsody (Mercury) - Objavljena 1975. godine na albumu A Night at the Opera.
10. Hammer to Fall (May) - Objavljena 1984. godine na albumu The Works. Pjesma je u cijelosti objavljena samo na CD izdanju.
11. Radio Ga Ga (Taylor) - Objavljena 1984. godine na albumu The Works.
12. We Will Rock You (May) - Objavljena 1977. godine na albumu News of the World.
13. Friends Will Be Friends (Mercury - Deacon) - Objavljena 1986. godine na albumu A Kind of Magic
14. We Are the Champions (Mercury) - Objavljena 1977. godine na albumu News of the World.
15. God Save the Queen (Trad. arr. May) - Objavljena 1975. godine na albumu A Night at the Opera.